# Judit (Giorgione)
Judit är en oljemålning av den italienske renässanskonstnären Giorgione. Den målades 1504 och är sedan 1772 utställd på Eremitaget i Sankt Petersburg.
Judit räknas som ett av Giorgiones tidiga verk och ett av de fåtal som säkert kan attribueras till den venetianska mästaren. I Judits bok, som ingår i tillägg till Gamla testamentet, berättas om en judisk kvinna vid namn Judit som räddar sin stad Betylua genom att förföra och sedan döda Nebukadnessar II:s härförare Holofernes. Händelserna är helt ohistoriska; varken Holofernes eller staden Betylua är kända i övrigt.